# New Skin for the Old Ceremony
| 전문가 평가      | 전문가 평가 |
| 평가 점수        | 평가 점수   |
| 출처             | 점수        |
| ---------------- | ----------- |
| Allmusic         | [ 1 ]       |
| Robert Christgau | A−          |
| Rolling Stone    | (mixed)     |

《New Skin for the Old Ceremony》는 캐나다의 싱어송라이터 레너드 코언이 1974년 8월 11일에 발매한 네 번째 스튜디오 음반이다. 이 음반에서 그는 비올라, 만돌린, 밴조, 기타, 타악기 같은 악기들로 그의 이전 음반의 더 낮은 사운드로부터 진화하기 시작했다. 이 음반은 영국에서 실버 인증이지만 빌보드 200에는 진입하지 못했다.
1995년에 리마스터 CD가 발매되었고 2009년에 네덜란드의 소니 뮤직이 발행한 8CD 박스 세트인 《Hallelujah - The Essential Leonard Cohen Album Collection》에 포함되었다.

## 커버 아트
《New Skin for the Old Ceremony》의 오리지널 커버 아트는 연금술서 로자륨 철학자의 이미지였다. 그의 미국 음반사인 컬럼비아 레코드는 이 음반의 초기 판본에서 코언의 사진을 뺀 사진을 인쇄했다.
이 이미지는 원래 칼 융의 수필 《전이의 심리학》 (1966년 2월)에서 대중의 관심을 끌게 되었는데, 이 수필에서 융은 깨달은 성인의 의식 속에서 정신적 대립의 결합을 묘사하고 있다. 이러한 정신적 통합의 상징으로서의 성적 포옹은 티베트의 탕카 (신성한 그림)에서도 자주 발견된다.

## 곡 목록
모든 곡들은 레너드 코언에 의해 작사/작곡하였다.
| #  | 제목                        | 재생 시간 |
| -- | --------------------------- | --------- |
| 1. | 〈Is This What You Wanted〉 | 4:13      |
| 2. | 〈Chelsea Hotel #2〉        | 3:06      |
| 3. | 〈Lover Lover Lover〉       | 3:19      |
| 4. | 〈Field Commander Cohen〉   | 3:59      |
| 5. | 〈Why Don't You Try〉       | 3:50      |

| #  | 제목                      | 재생 시간 |
| -- | ------------------------- | --------- |
| 1. | 〈There Is a War〉        | 2:59      |
| 2. | 〈A Singer Must Die〉     | 3:17      |
| 3. | 〈I Tried to Leave You〉  | 2:40      |
| 4. | 〈Who by Fire〉           | 2:33      |
| 5. | 〈Take This Longing〉     | 4:06      |
| 6. | 〈Leaving Green Sleeves〉 | 2:38      |

## 인증
| 국가                       | 인증 | 판매량/출하량 |
| -------------------------- | ---- | ------------- |
| 영국 (BPI)                 | 실버 | 60,000^       |
| 요약                       |      |               |
| 유럽                       | —    | 250,000       |
| ^출하량을 기반으로 한 인증 |      |               |